# Acianthera saundersiana
Acianthera saundersiana es una especie de orquídea epifita que se encuentra en la Mata Atlántica en Brasil y Bolivia, Argentina, Perú y Paraguay. 

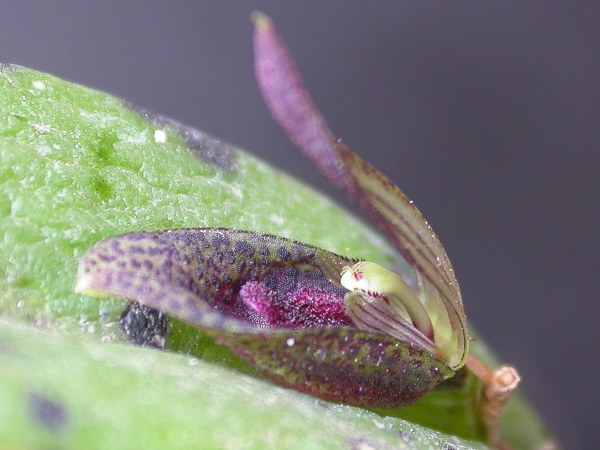
Detalle de la flor

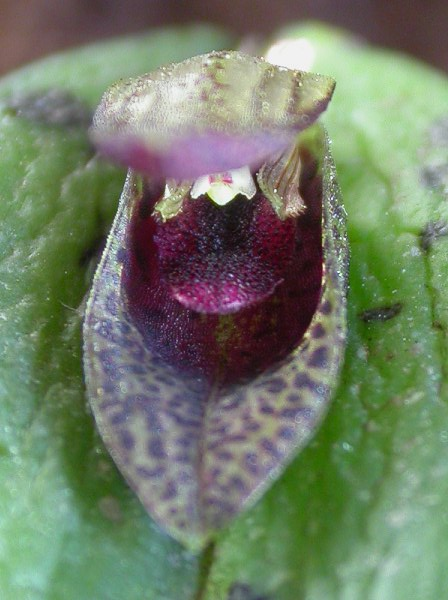
Detalle de la flor

## Descripción
Son plantas reptantes con rizomas robustos y la longitud del tallo que es variable así como la anchura de las hojas. Sus flores son igualmente variables. Pueden tener las hojas totalmente verde o púrpura. El sépalo dorsal es generalmente transparente con tres listas de color púrpura en la base y es más grueso y púrpura en el tercio apical. Los pétalos son lanceolados, siempre transparentes, con tres líneas de color púrpura, el labio es verrugoso, estrecho, en su mayoría de color púrpura.

## Distribución y hábitat
Se encuentra en Colombia, Bolivia, Perú y el sureste de Brasil como una orquídea de tamaño pequeño, que prefiere el clima cálido, con un hábito de epífita a altitudes de 1 a 2000 metros. Tiene un ramicaule envuelto basalmente por unas vainas tubulares y con una sola hoja, apical, erecta, elíptico- lanceolada, obtusa, verde que florece en el otoño al invierno en una inflorescencia racemosa,de 15 cm de largo, con varias flores dispuestas en una sola dirección.

## Taxonomía
Acianthera saundersiana fue descrita por (Rchb.f.) Pridgeon & M.W.Chase y publicado en Lindleyana 16(4): 246. 2001.
Etimología
Acianthera: nombre genérico que es una referencia a la posición de las anteras de algunas de sus especies.
saundersiana: epíteto
Sinonimia
- Acianthera insularis (Hoehne & Schltr.) Luer
- Pleurothallis auriculigera Hoehne & Schltr.
- Pleurothallis butantanensis Hoehne & Schltr.
- Pleurothallis felis-lingua Barb.Rodr.
- Pleurothallis insularis Hoehne & Schltr.
- Pleurothallis josephensis Barb.Rodr.
- Pleurothallis josephensis var. integripetala Hoehne
- Pleurothallis josephensis var. papillifera Hoehne
- Pleurothallis josephensis var. subcrenulata Hoehne
- Pleurothallis juergensii Schltr.
- Pleurothallis saundersiana Rchb.f.
- Specklinia saundersiana (Rchb.f.) F.Barros[4][5]